# Corella japonica
Corella japonica is een zakpijpensoort uit de familie van de Corellidae. De wetenschappelijke naam van de soort is voor het eerst geldig gepubliceerd in 1880 door Herdman.